# 雙座敞篷車

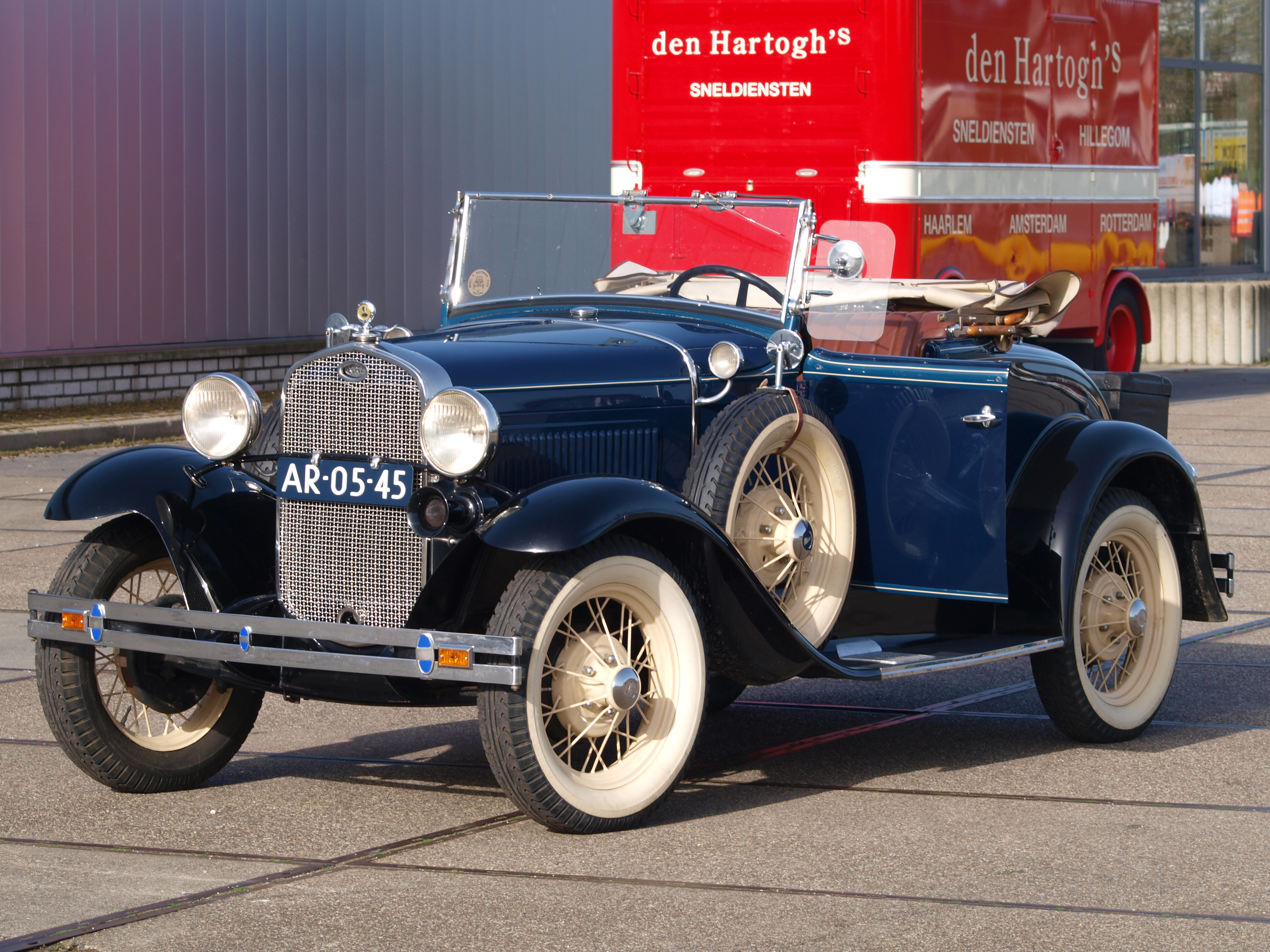
福特A型(1931年)

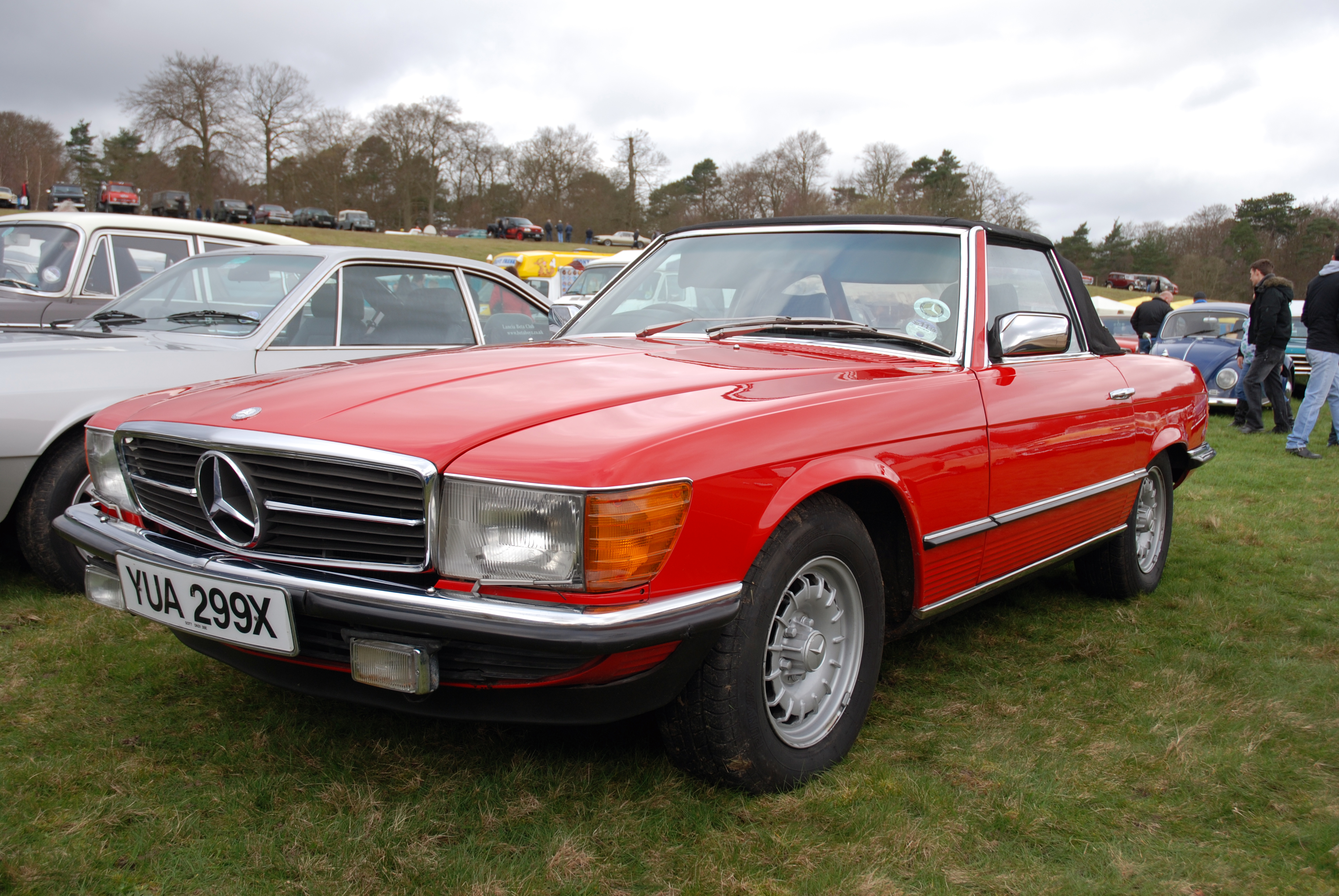
賓士R107 SL (1985年)

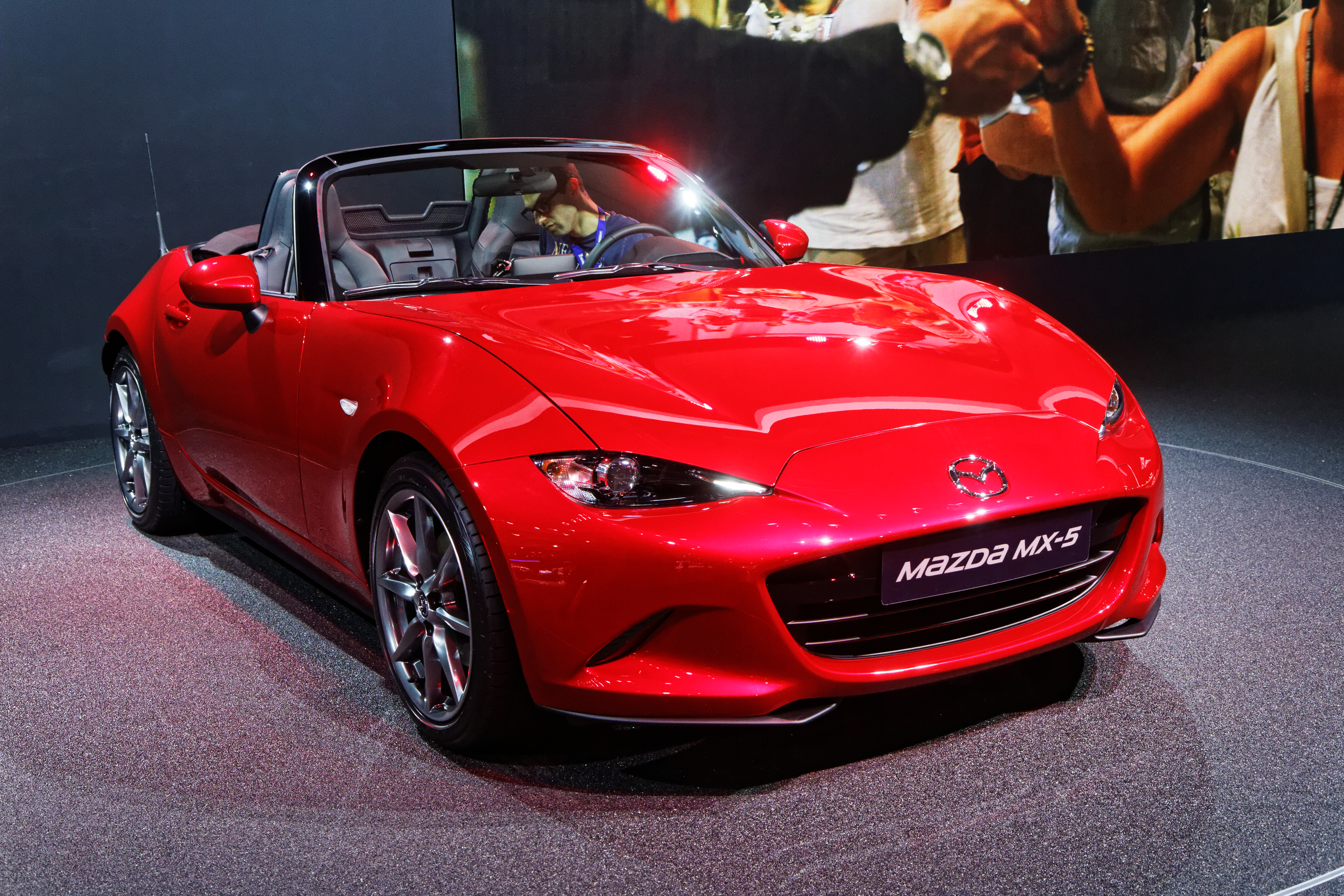
馬自達MX-5(2015年)

雙座敞篷車（英語：roadster）乃是一種雙人座、強調操控性能及駕駛樂趣、沒有車頂外殼的汽車車體風格。嚴格說來，僅有擋風玻璃的roadster與敞篷車「convertible」並無二致。以往雙座敞篷車的頂篷採用軟帆布材質，但近年來各車廠則越來越普遍採用電動摺疊硬頂（retractable hard top）。

## 概要

### 歷史
美國車廠著名的雙座敞篷車諸如福特T型車、凱迪拉克V-16等，如今成為老爺車收藏家的最愛，其收藏價值甚至勝過正常車頂型之同車款。
日本車廠最早使用「roadster」車名的便是1936年日產汽車出品的達特桑Roadster，這款車以達特桑15為基礎，採雙門、2+2座椅、敞篷之設計。第二次世界大戰後首輛上市的跑車為1952年的達特桑DC-3，這部車與英國奧斯汀汽車技術合作，以達特桑1000（日產藍鳥的前身）為基礎而開發；隨後1959年推出後繼車達特桑Fairlady（日產Z系列的前身），以FRP玻璃纖維打造車體。其他日本車廠推出的雙座敞篷車款，則以1989年的馬自達Roadster和1999年的本田S2000最具代表性。

### 近似名稱
其他車廠另使用下述名稱，但實質上與「roadster」是相同的車體風格：
1. 「speedster」：這個字用來形容使用最少擋風玻璃的汽車比較貼切，因為這種車根本沒有遮風擋雨的掩蔽物。
2. 「spider」：義大利法拉利公司有一部法拉利F430的法拉利敞篷版本名為「F430 Spider」。
3. 「barchetta」：義大利語意謂小船，但主要使用於賽車競速。飛雅特公司有一部名為Barchetta（英语：Fiat Barchetta）的車款，法拉利亦有法拉利550 Barchetta（英语：Ferrari 550）。

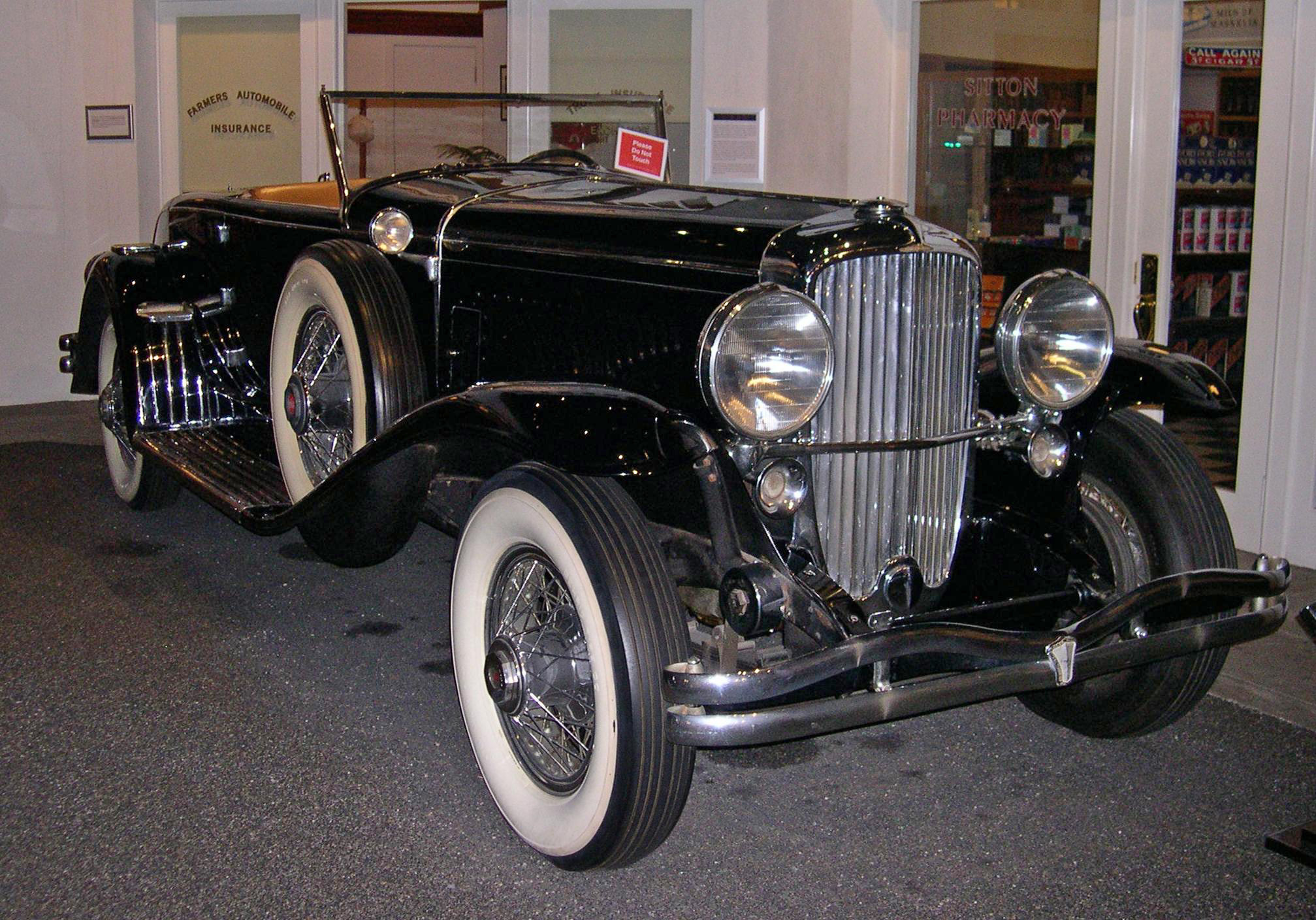
1932年美國杜森柏格（Duesenberg）公司之雙座敞篷車
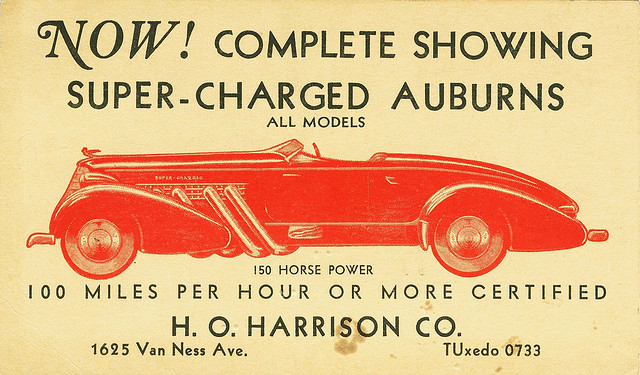
1935年奧本Speedster的廣告

## 外部連結
- （英文）BMW Roadster History